# Florian Schmidt-Gahlen

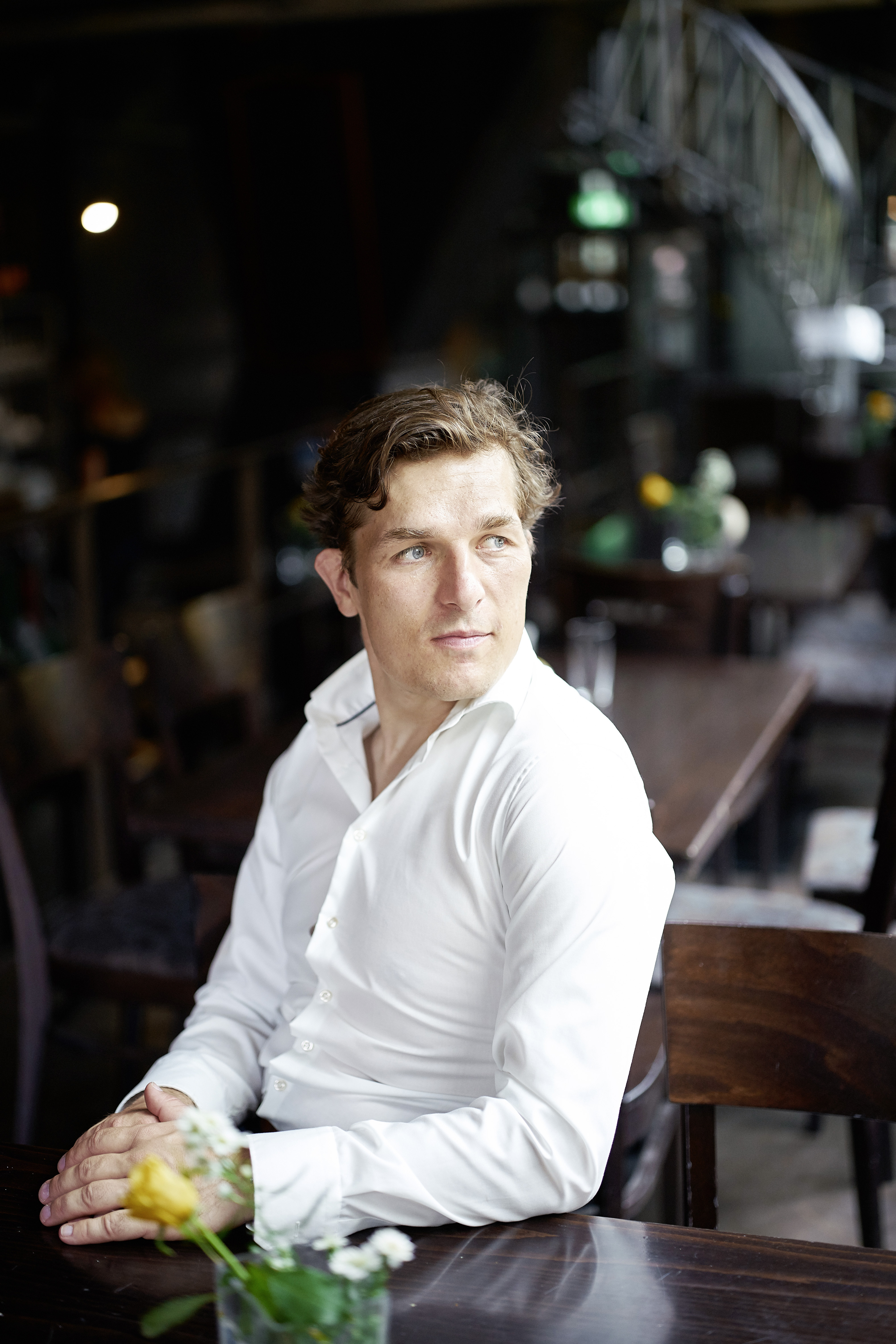
Florian Schmidt-Gahlen (2016)

Florian Schmidt-Gahlen (* 5. Mai 1980 in Dorsten) ist ein deutscher Theater- und Filmschauspieler.

## Leben
Florian Schmidt-Gahlen wuchs in Dorsten auf und besuchte dort das Gymnasium St. Ursula.

### Theater und Kabarett
Von 2002 bis 2006 absolvierte er eine Ausbildung an der Otto-Falckenberg-Schule in München. 2005 besuchte er das Filmschauspielseminar an der Filmakademie Ludwigsburg. Sein erstes Engagement hatte er von 2006 bis 2008 am Theater Freiburg. 2010 und 2011 spielte er die Hauptrollen in Schuld und Sühne und Zwei arme Rumänen an den Kammerspielen München. Außerdem wurde er an den Theatern in Krefeld, Augsburg und Aachen sowie am Theater an der Rott und an der Oper Dortmund engagiert.
Schmidt-Gahlen spielt Klavier und Trompete. Sein musikalisches Kabarettprogramm MusiKahlschlag wurde für zahlreiche Kleinkunst-Preise nominiert. 2013 war er in der Fernsehsendung NightWash zu Gast.

### Film und Fernsehen
Neben seiner Tätigkeit als Theaterschauspieler ist Florian Schmidt-Gahlen vor allem in Kino- und Fernsehproduktionen zu sehen. 2007 verkörperte er im mit dem Grimme-Preis prämierten Film Das wahre Leben von Alain Gsponer die Rolle des Schroeter. Schmidt-Gahlen spielte darüber hinaus in mehreren Hochschul- und Kurzfilmen mit.

## Filmografie (Auswahl)
- 2007: Das wahre Leben, Kinofilm
- 2011: Drei Stunden, Kinofilm
- 2013: Der fast perfekte Mann, Kinofilm
- 2015: Die Maßnahme, Kinofilm